# Azaritxi
Azaritxi (en rus: Азаричи) és un poble de l'óblast de Briansk, a Rússia, segons el cens del 2012 tenia 36 habitants. Pertany al districte de Zlinka.